# Greg Vaughn
Gregory Lamont Vaughn (né le 3 juillet 1965 à Sacramento, Californie, États-Unis) est un ancien joueur des Ligues majeures de baseball. Il a joué pour cinq équipes entre 1989 et 2003.
Il a connu une saison de 50 circuits en 1998, a remporté un Bâton d'argent et été invité au match des étoiles à quatre reprises.
Greg Vaughn est le cousin de l'ancienne vedette du baseball Mo Vaughn.

## Carrière

### Brewers de Milwaukee
Greg Vaughn est un choix de première ronde (4e joueur sélectionné au total) des Brewers de Milwaukee en 1986. Il fait ses débuts dans les majeures le 10 août 1989.
Vaughn évolue pour Milwaukee jusqu'en 1996. En 1991, il s'impose avec 27 coups de circuit et 98 points produits. Deux ans plus tard, en 1993, il connaît une première saison de 30 coups de quatre buts et produit 97 points. Il est invité au Match des étoiles de la Ligue majeure de baseball, un honneur qu'il recevra quatre fois au cours de sa carrière.

### Padres de San Diego
À la date limite des transactions, le 31 juillet 1996, les Brewers cèdent Vaughn aux Padres de San Diego en retour de trois joueurs, dont Ron Villone. En Californie, Vaughn complète ce qui est la meilleure saison de sa carrière jusque-là, soit 41 circuits et 117 points produits.
Après des chiffres modestes en 1997, Greg Vaughn se ressaisit en 1998 avec une saison de 50 coups de circuits, et son plus haut total de points produits en carrière (119). Il remporte un Bâton d'argent pour son excellence en offensive et aide les Padres à atteindre la Série mondiale, mais l'équipe s'incline devant les Yankees de New York.
En 1998, les 50 circuits de Vaughn l'ont placé troisième dans la Ligue nationale, mais cet exploit est passé légèrement inaperçu : c'était l'année où Mark McGwire et Sammy Sosa s'étaient lancés à la poursuite du prestigieux record (finalement battu) de Roger Maris pour le plus grand nombre de circuits en une saison.

### Dernières saisons
En février 1999, San Diego échange Greg Vaughn et Mark Sweeney aux Reds de Cincinnati contre Reggie Sanders et deux autres joueurs. Vaughn ne s'aligne qu'une saison avec les Reds mais frappe son second plus haut total de circuits en carrière (45) et produit 118 points.
Il s'est par la suite aligné trois ans avec les Devil Rays de Tampa Bay (de 2000 à 2002) et a joué 22 parties dans l'uniforme des Rockies du Colorado en 2003 avant de mettre un terme à sa carrière.
En 1731 parties dans les majeures, Greg Vaughn a frappé 1475 coups sûrs dont 355 circuits. Il a produit 1072 points et en a marqué 1017. Sa moyenne au bâton en carrière est de,242.

## Palmarès
- Invité 4 fois au match des étoiles (1993, 1996, 1998, 2001).
- Gagnant d'un Bâton d'argent (1998).
- A frappé 50 circuits en 1998.
- Membre des Padres de San Diego champions de la Ligue nationale en 1998.